# Cempoala
Cempoala (nahuatl Cēmpoalātl) neboli „místo dvaceti vod“, bylo hlavní město domorodého národa Totonaků předkolumbovské Ameriky a městský stát v regionu známém jako Totonacapan. Dnes je Cempoala významné archeologické naleziště Mexika ve státě Veracruz. Za své éry bylo město podřízeno Aztécké říši a pro Aztéky plnilo úlohu významného prosperujícího obchodního střediska.
Totonakové do oblasti dorazili a zbudovali si svá první sídla již za časů Toltécké říše. Celý Totonacapan výsledně tvořilo až 50 totonackých měst s 250 000 obyvateli. Z toho Cempoala dosáhla nejvýše 30 000 obyvatel. Cempoala však byla starobylé město a existovala dávno před příchodem Totonaků. Totonakové byli jen další z řady národů, kteří jí trvale osídlili. Před příchodem Španělů tvořili Totonakové federaci slučující městské federace této oblasti. 
V roce 1519 se o městě dozvěděli Španělé vedení Hernánem Cortésem, kteří tudy procházeli. Mezitím ho navštívili vyslanci jednoho z totonackých náčelníků a stěžovali si, že na ně Aztékové jako na vazaly nakládají nesnesitelná břemena, a žádali o pomoc. Chytrý Cortés poznal, že se mu naskýtá příležitost posílit své oddíly, početně tak slabé. Tušil, že v blízkosti mohou sídlit ještě další kmeny, jež musejí odvádět Aztékům daně a jsou stejně nespokojené jako totonačtí Indiáni. Ve městě se setkali s místním vládcem Xicomecoatlem, ten španělské conquistadory přátelsky přivítal a předal jim dary včetně zlatých šperků. Kromě toho conquistadoři v celkovém počtu 500 mužů opustili Cempoalu až s 8 000 totonackými bojovníky a 40 veliteli na jejich výpravu proti Aztécké říši. Totonakové poradili Cortésovi, aby táhl na Tlaxcalu, jejíž obyvatelé cítí k Aztékům rovněž nepřátelství.

## Galerie

Umístění Cempoaly
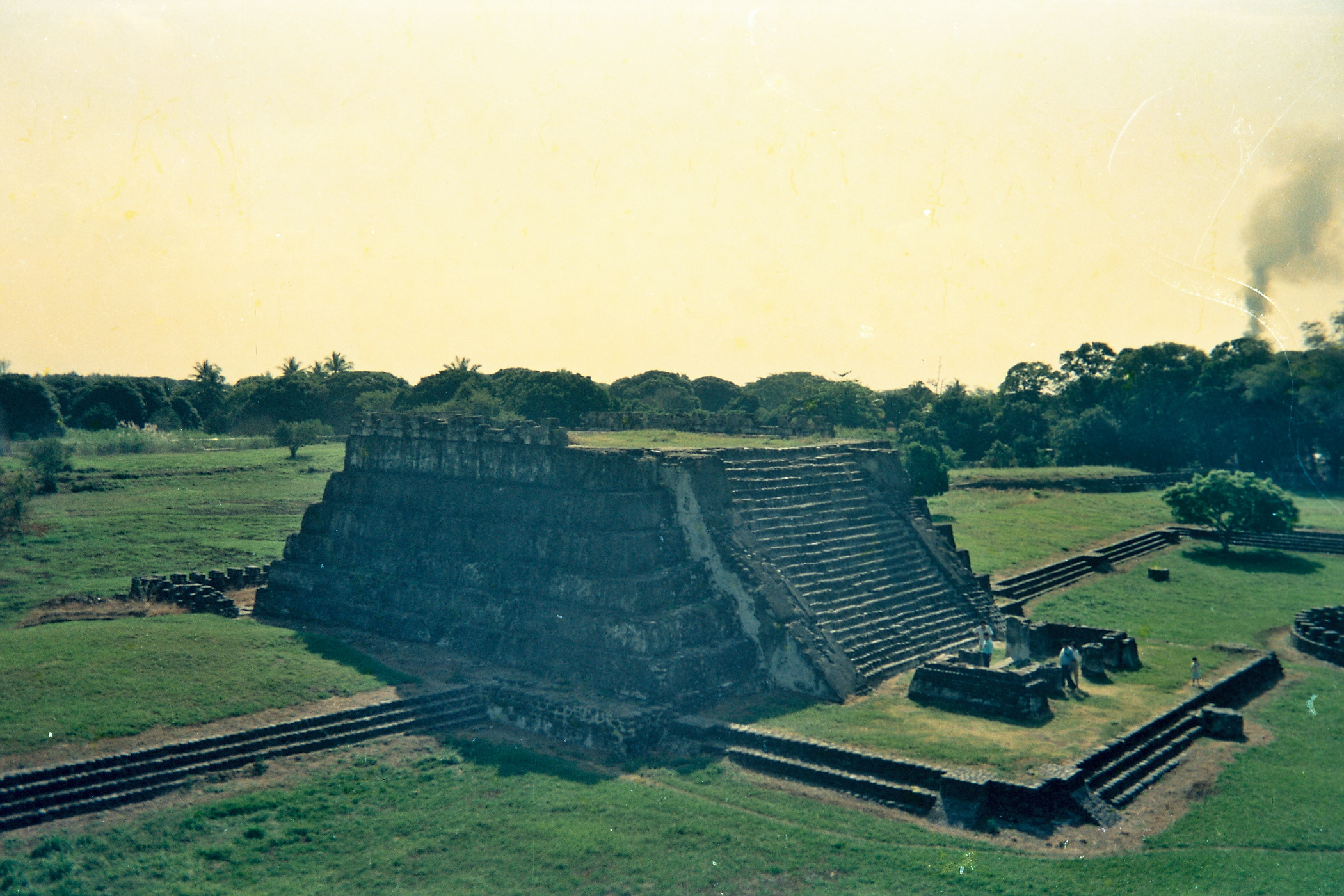
Pyramidový chrám v Cempoale
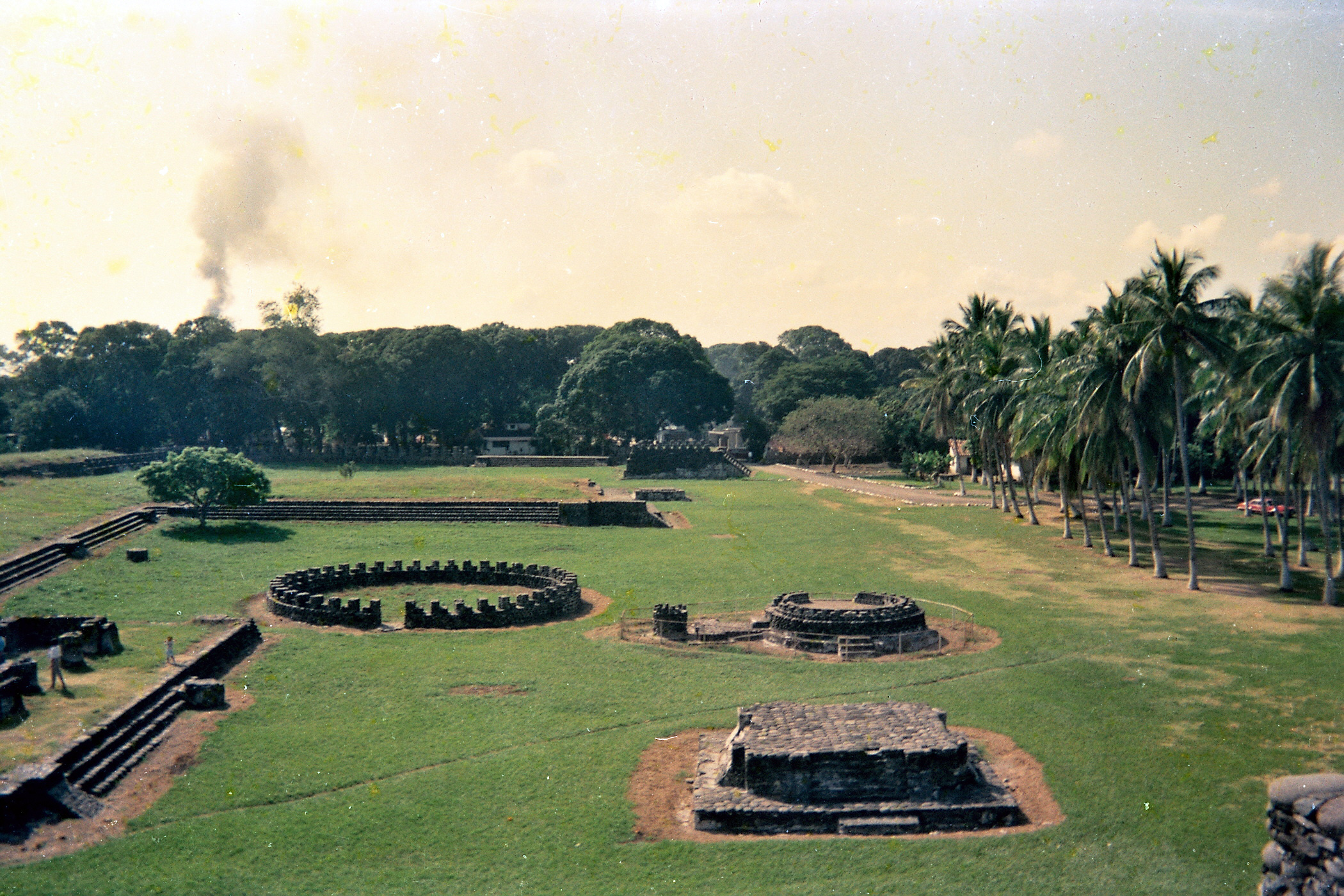
Archeologické naleziště Cempoaly (výhled z chrámu)
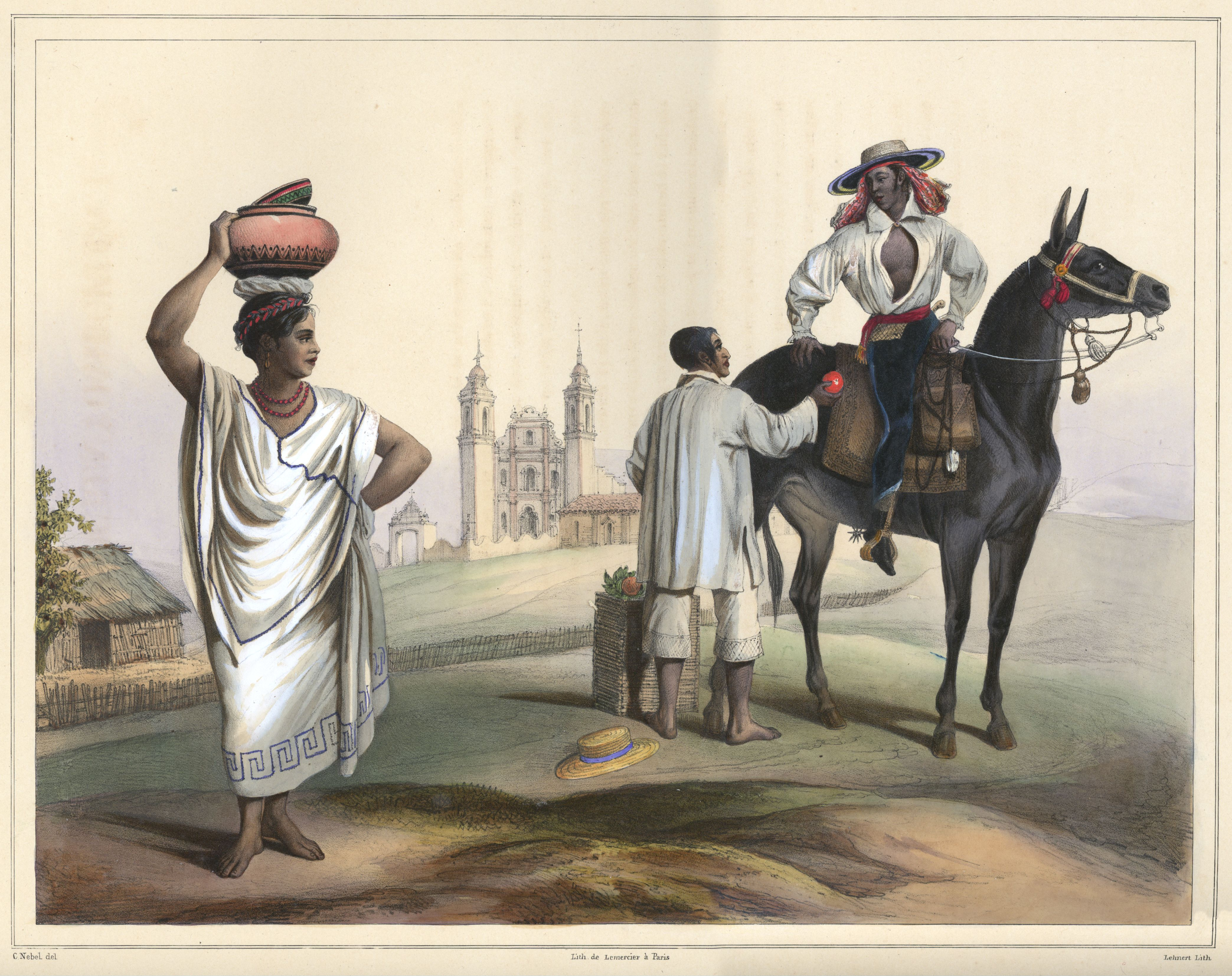
Obyvatelé Totonacapanu na litografii z 19. století